# 和幸商事

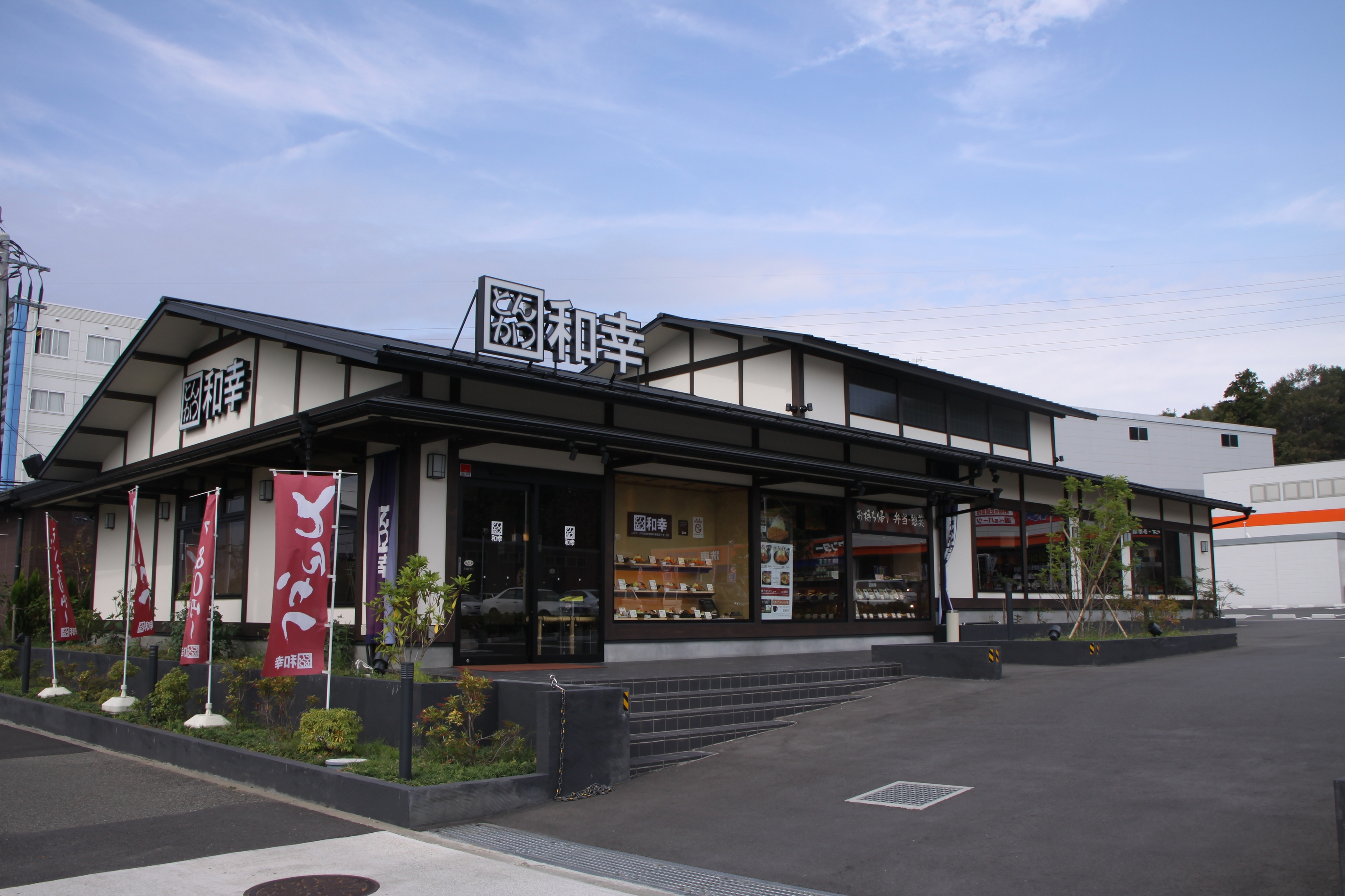
とんかつ和幸（和幸多摩境店）

和幸商事株式会社（わこうしょうじ）は、神奈川県川崎市幸区に本社を置き、外食関連事業を運営する小売業者である。「とんかつ和幸」の商号で豚カツ店チェーンを運営するほか、横浜市でフレンチレストラン他を経営する「株式会社アルテリーベ」を関連会社に持つ。
「和幸」の由来は、創業者 日比生一虎のペンネーム日比生和夫の「和」と数寄屋橋ショッピングセンター内にあったパーラー「ステーションパーラー」の共同経営者だった名和幸夫の「幸」をあわせたもの。
なお、「和幸」の名称を掲げて豚カツ店のチェーンを展開する会社が後述するように別に2社存在しており、混同されやすい。

## 概要
1958年（昭和33年）に「とんかつ和幸」1号店を開店した。
2018年4月1日時点では、子会社の東邦事業、和幸フーズとともに以下業態で24都道府県または海外に277店舗を展開している。
現在展開している業態
※○：和幸商事が展開する業態、△：東邦事業が展開する業態、◇：和幸フーズが展開する業態
- とんかつ和幸（○△◇）
  - レストラン
  - 売店
- 恵亭（○△）
- 天ぷら さき亭（○）
- かつ工房和幸（○△◇） - とんかつ和幸レストランの高級化店舗
- 日本料理ひよく（△）
- さが野（△） - 釜めし店
- 和幸匠庵（△）
- ひよく（△） - 日本料理店
- かつ丼和幸（◇） - カツ丼・カツカレーに特化させたテイクアウト店舗
- かつ仙（◇）

店舗詳細については公式サイトの店舗検索を参照。
終了した業態
- パスタ・ピュ (Pasta +) - パスタと中国茶の店。相鉄ジョイナス内にあったが2010年1月11日限りで閉店。
- 東紅（◇） - 中華料理店
- さき亭（幸亭）（△）
- かつ玄（△）
- 長津田農場（◇） - とんかつ、ハンバーグ、ステーキ等和洋食店だったが、2019年9月30日をもって営業終了。

## 食材再使用の不祥事
2013年11月29日、恵亭松屋銀座店／恵亭高島屋ショッピングセンター二子玉川店／かつ工房和幸鶴ヶ島店／かつ工房和幸あゆみが丘店にて、食材が不足した際に一度客に提供し客が残したキャベツやお新香を別の器に再度盛りつけて再使用していたことを明らかにした。
再使用を行った店舗は、以下のとおりである。
- 恵亭松屋銀座店
  - お新香：開店時（2005年4月21日）～2005年5月までの一ヶ月間毎日、2009～2010年夏頃まで2～3回
  - キャベツ：2005年6月～2009年頃まで年2回程、2009年6月～2010年頃まで年4回程
- 恵亭高島屋ショッピングセンター二子玉川店／かつ工房和幸鶴ヶ島店
  - お新香：2005年5月まで毎日
- かつ工房和幸あゆみが丘店
  - お新香：2006年10月まで毎日

## 3つの和幸
同じ「和幸」という名前のついた豚カツチェーンの店が、別会社で3つ存在する。1社目は本稿で扱っている「和幸」の店名で展開する和幸商事株式会社。2社目は本稿冒頭に記載した和幸の由来ともなっているパーラーの共同経営者の一人、名和幸夫が立ち上げた「とんかつ和幸」の店名で展開する協和株式会社。3社目は、協和の元役員が独立して立ち上げた「いなばとんかつ和幸」の店名で展開する和幸株式会社（株式会社いなばグループ）である。3社がいずれも店名に「和幸」を掲げているため、客に同じ会社が運営していると勘違いされやすい。